# Pseudacris streckeri
Pseudacris streckeri är en groddjursart som beskrevs av Wright 1933. Pseudacris streckeri ingår i släktet Pseudacris och familjen lövgrodor. IUCN kategoriserar arten globalt som livskraftig. Inga underarter finns listade i Catalogue of Life.